# European Coordination for Accelerator Research and Development

EuCARD-Logo

EuCARD (European Coordination for Accelerator Research & Development) ist ein im 7. EU-Rahmenprogramm für Forschung, Technologische Entwicklung und Demonstration (FP7) der Europäischen Kommission mitfinanziertes Projekt. 37 europäische Partner aus Forschung, Bildung und Industrie nehmen an EuCARD teil. Die Koordination von EuCARD obliegt dem CERN in Genf.

## Zielsetzung
Erklärtes Ziel von EuCARD ist es, wesentlich zur Bildung eines Europäischen Forschungsraums im Bereich der Beschleunigerphysik beizutragen, indem es de facto ein dezentrales Europäisches Beschleuniger-Labor aufzubauen sucht. Priorität dabei ist für EuCARD, existierende Europäische Forschungs-Infrastrukturen zu modernisieren, zu erweitern und zu verbessern, dabei die Zusammenarbeit zwischen seinen Partnern aus Forschung, Bildung und Industrie zu fördern und zu festigen sowie dabei Synergien herauszuarbeiten und zu fördern. 

## Konzept
Vereinfacht ausgedrückt funktionieren Teilchenbeschleuniger wie sehr stark vergrößernde Mikroskope – so stark, dass sie Einblick in den Aufbau der fundamentalen Bestandteile der Natur geben können (Materie, Kräfte). Mit dem stärksten dieser „Mikroskope“, dem Large Hadron Collider (LHC) am CERN befindet sich die Teilchenphysik heute an der Schwelle zu aufregenden neuen Entdeckungen, komplementär zu Theorien und Ergebnissen aus der Kosmologie. Der LHC ist in der Lage, Bedingungen wie kurz nach dem Big Bang im Labor nachzubilden und somit Fragen der Teilchenphysik nach dem Bestand der dunklen Materie im Universum, dem Vorhandensein von weniger Antimaterie als Materie und der Erlangung von Masse der Elementarteilchen.
Teilchenbeschleuniger sind über die Teilchenphysik hinaus wichtig für bildgebende Verfahren in der Medizin, Krebstherapie, Biologie, Materialwissenschaft und Industrie. Mit einer derartigen Fülle wissenschaftlich und technisch anspruchsvoller Anwendungen und damit einer anerkannten Bedeutung der Beschleunigerphysik hat sich im Jahre 2006 die Europäische Strategie-Gruppe für Teilchenphysik auf gemeinsame Prioritäten für die Forschung und Entwicklung von Teilchenbeschleunigern geeinigt. Zu diesen Prioritäten gehören: Hochfeldmagnete, Supraleiter und Linearbeschleuniger. In nahtloser Fortsetzung des FP6-Projekts CARE (Coordinated Accelerator Research in Europe) bringt dabei EuCARD das Fachwissen, Interesse und Know-how europäischer Partner zusammen und fördert aktiv deren Kooperation, in erster Linie um existierende Forschungs-Infrastrukturen zu modernisieren, zu erweitern und zu verbessern.

## Forschung und Entwicklung
In der Beschleunigerphysik geht es im Wesentlichen darum, elektrisch geladene Teilchen gezielt auf Bahnen zu lenken, sie zu beschleunigen und sie zu fokussieren. Um die bei modernen Teilchenbeschleunigern geforderten immer höheren Teilchenenergien und Teilchendichten zu erreichen, stößt man dabei auf eine ganze Reihe von interessanten Herausforderungen – derzeit sind die Leistungsgrenzen von Beschleunigern durch die Grenzen der verwendeten Technologien bestimmt. Diese Grenzen der hochspezialisierten Spitzentechnologien zu erweitern bedarf einer weltweit koordinierten, gezielten Forschung und Entwicklung im Bereich der Beschleunigerphysik.
Um hochenergetische geladene Teilchen zu lenken und zu fokussieren, bedarf es Magneten mit extrem hohen Feldern, wie sie nur mit Supraleitern erreicht werden können. Derzeit verwendete Supraleiter sind auf Flussdichten von etwa 10 Tesla (T) begrenzt. EuCARD wird nun die Eignung eines anderen supraleitenden Materials auf seine Anwendbarkeit in Hochfeldmagneten prüfen: Niobzinn (Nb3Sn), mit dem eine Erhöhung des Feldes auf 13 bis 15 T möglich würde. Mit Verwendung von zusätzlichen Einsätzen von Hochtemperatur-Supraleitern erscheinen Felder von bis zu 20 T erreichbar. Diese Supraleiter sind allerdings äußerst spröde, daher stellt deren Anwendung in Beschleunigermagneten eine extreme Herausforderung an die Technologie dar.
Mit immer höheren Intensitäten, Energien und Leistungen der Teilchenstrahlen werden auch die zum Schutz des Beschleunigers und zur Kontrolle der Strahlqualität nötigen Kollimatoren immer wichtiger und schwieriger. Im Rahmen von EuCARD werden neuartige Materialien für die Verwendung in robusteren und effizienteren Kollimatoren untersucht und durch Entwurf, Konstruktion und Tests von Prototypen verifiziert.
Es ist generell akzeptiert, dass Beschleuniger für Teilchenphysikexperimente der nächsten Generation Linearbeschleuniger für Leptonen sein werden, da sie im Prinzip den Energieverlust vermindern, den hochenergetische Teilchen erfahren, wenn sie auf einer gebogenen Bahn fliegen (Synchrotronstrahlung). Um einen solchen Linearbeschleuniger kurz zu halten, muss die Beschleunigung möglichst hoch sein; um die erforderliche Teilchendichte zu erreichen, müssen die Strahlen stark fokussiert und extrem genau ausgerichtet und stabilisiert werden. Sowohl die Beschleunigung mit höchsten Gradienten als auch die extremen Anforderungen an Ausrichtung und Stabilisierung werden in EuCARD studiert und verbessert, ob nun die Beschleunigung auf supraleitende (International Linear Collider, ILC) oder normalleitende (Compact Linear Collider, CLIC) Beschleunigerstrukturen basiert ist. EuCARD schafft und fördert hier bewusst Synergien und betreibt ein globales Netzwerk von Experten.
EuCARD schaut auch in die weitere Zukunft der Beschleunigerphysik, indem es eine Vielfalt neuartiger Konzepte untersucht und beurteilt, wie zum Beispiel die Beschleunigung durch Plasmawellen, das Konzept von Synchrotrons mit konstantem Magnetfeld (FFAG am Beispiel von EMMA (accelerator)), sowie das sogenannte Crab-crossing zur Steigerung der Luminosität.

## Netze und übernationaler Zugang zu Forschungseinrichtungen
Teilchenbeschleuniger sind große und komplizierte Instrumente; deren hohe Komplexität kann nur gemeistert werden, indem das Know-how und die Ideen vieler Experten zusammengebracht werden. Als Plattform für wissenschaftliche Zusammenarbeit und Kommunikation stellt EuCARD daher Netze zur Verfügung, innerhalb derer Physiker und Ingenieure ihre Methodik darstellen, ihre Erfahrung austauschen, ihre Ergebnisse präsentieren, neue Ideen zur Diskussion stellen und ihre Zusammenarbeit organisieren können. Die EuCARD Netze ranken sich thematisch um Einrichtungen für Neutrinophysik, um die Leistungsgrenzen von Beschleunigern und um Hochfrequenztechnik. Ein weiteres Netz dient gezielt der Aufbereitung und Verbreitung der EuCARD Forschungsergebnisse an die Öffentlichkeit.
Im gleichen Geiste der Förderung von Zusammenarbeit und Gedankenaustausch sind im Rahmen von EuCARD zwei neuartige Forschungseinrichtungen Wissenschaftlern außerhalb des Beschleunigerfeldes geöffnet worden: MICE (International Muon Ionization Cooling Experiment), eine Einrichtung zum Erzeugen von monoenergetischen Myonen, und HighRadMat, eine Station zum Test vom Materialien und Instrumenten in hoch strahlenbelasteter Umgebung.

## Partner
| - European Organization for Nuclear Research (CERN) (Koordinator) - Austrian Institute of Technology (AIT) - Helmholtz-Zentrum Berlin für Materialien und Energie (HZB) - Budker Institute of Nuclear Physics (BINP) - Commissariat à l’énergie atomique et aux énergies alternatives (CEA2) - Centro de Investigaciones Energéticas, Medioambientales y Tecnológicas (CIEMAT) - Centre national de la recherche scientifique (CNRS) - Columbus Superconductors SpA (COLUMBUS) - Instituto de Fisica Corpuscular (Consejo Superior de Investigaciones Cientificas – Universitat de València) (CSIC) - Deutsches Elektronen-Synchrotron (DESY) - Bruker HTS GmbH (BHTS) - Ecole Polytechnique Fédérale de Lausanne (EPFL) - Forschungszentrum Dresden-Rossendorf (FZD) - Forschungszentrum Karlsruhe (FZK) - Gesellschaft für Schwerionenforschung GmbH (GSI) - The Henryk Niewodniczanski Institute of Nuclear Physics Polish Academy of Sciences (IFJ PAN) - Istituto Nazionale di Fisica Nucleare (INFN) - The Andrzej Soltan Institute for nuclear studies in Swierk (IPJ) - Politecnico di Torino (POLITO) | - Paul Scherrer Institut (PSI) - Politechnika Wrocławska (PWR) - Royal Holloway, University of London (RHUL) - Russian Research Center “Kurchatov Institute” (RRC KI) - University of Southampton (SOTON) - Science and Technology Facilities Council (STFC) - Technische Universität Łódź (TUL) - Technische Universität Tampere (TUT) - Universität Helsinki (UH) - Universität Joseph Fourier Grenoble I (UJF) - Lancaster University (ULANC) - University of Malta (UM) - Université de Genève (UNIGE) - University of Manchester (UNIMAN) - The Chancellor, Masters and Scholars of the University of Oxford (UOXF-DL) - Universität Rostock (UROS) - Universität Uppsala (UU) - Technische Universität Warschau (WUT) |

## Budget und Laufzeit
Das Gesamtbudget beträgt 31 Millionen €, davon sind 10 Millionen € aus Mitteln der EU finanziert. Die Laufzeit dauert vom 1. April 2009 bis 30. März 2013. 

## Verwandte Projekte
Eine ganze Reihe verschiedener Projekte im Bereich der Beschleunigerphysik, zum Teil mit Mitteln der EU kofinanziert, steht in engem Zusammenhang mit EuCARD.